# Het dansende licht
Het dansende licht is een bundel van Tonke Dragt uit 2005, met zes sprookjesachtige verhalen. Alle verhalen zijn eerder al eens eerder gepubliceerd geweest, met uitzondering van De dertiende fee. De illustraties zijn van Annemarie van Haeringen, Philip Hopman, Hans Kresse, Ted van Lieshout en Lidia Postma; voor het verhaal Het spookmes heeft Dragt zelf de illustraties verzorgd.
De bundel bevat de volgende verhalen:
1. Het dansende licht (eerder verschenen in Het gevaarlijke venster)
2. Het spookmes (eerder verschenen in Het gevaarlijke venster)
3. Het was maar een droom (eerder verschenen in Het gevaarlijke venster)
4. De draak en de sleutel (eerder verschenen in Het gevaarlijke venster)
5. De twee koningen (eerder verschenen in Jodokus en andere sprookjes)
6. De dertiende fee

Het titelverhaal speelt zich af in het Rijk van Unauwen en gaat over een vuurtorenwachter die leert dansen.